# Giuliano Zoratti
Giuliano Zoratti (Udine, 13 luglio 1947 – Udine, 2 luglio 2021) è stato un calciatore e allenatore di calcio italiano, di ruolo centrocampista.

## Biografia

### Giocatore
Nella stagione 1966-1967 ha giocato in Serie C con la maglia dell'Udinese.
Ha giocato nella Pro Gorizia fino al 1975.

### Allenatore
Iniziò la carriera di allenatore alla Pro Gorizia, poi andò nel 1977 nello staff dell'allenatore dell'Udinese Massimo Giacomini da suo vice. Zoratti seguì Giacomini per un decennio, alternando esperienze in Serie A e B.
L'esordio da primo allenatore fu alla Pro Vercelli; successivamente allenò a lungo in Serie C1 e Serie C2; nella stagione 1994-1995 condusse la Reggina alla promozione in B. Confermato nei cadetti, non terminò la stagione, venendo esonerato a nove giornate dal termine.
Nel 2008 ha condotto i dilettanti dell'Itala San Marco nei professionisti, nelle stagioni successive, a due salvezze in Lega Pro Seconda Divisione.. Dal 2012 approda all'Unione Fincantieri Monfalcone  portandola dall'Eccellenza in Serie D; l'anno successivo incappa in una retrocessione ma nella seguente stagione 2014/2015 vince nuovamente l'Eccellenza e ritorna con i cantierini in serie D. La stagione successiva 2015/2016 la squadra annaspa e a metà campionato viene esonerato e sostituito da Andrea Zanuttig che porterà in salvo i monfalconesi. Zoratti a luglio 2016 inizia al Lumignacco ma non termina la stagione sostituito dal suo giocatore Denis Godeas, già da lui allenato a Monfalcone. Nella stagione 2017/18 ritorna all'Itala S.Marco a campionato in corso portando la squadra ai play-off di Promozione e viene riconfermato anche per la stagione 2018/2019.

### Morte
Muore dopo una lunga malattia nella notte fra il 1 e il 2 luglio 2021, undici giorni prima di compiere 74 anni.

## Palmarès

### Giocatore

#### Competizioni regionali
- Promozione: 1

Pro Gorizia: 1971-1972

### Allenatore

#### Competizioni nazionali
- Serie C1: 1

Reggina: 1994-1995
- Serie D: 1

Itala San Marco: 2007-2008

#### Competizioni regionali
- Eccellenza: 3

I.S.M. Gradisca: 2010-2011
Monfalcone: 2012-2013, 2014-2015